# Apamea decolor
Apamea decolor là một loài bướm đêm trong họ Noctuidae.